# Nonstop Feeling
Nonstop Feeling (en español:Sentimiento Imparable) es el primer álbum de estudio de la banda de hardcore punk Turnstile, publicado el 13 de enero de 2015, por el sello Reaper Records.
Roadrunner relanzó el álbum como vinilo 12" el 23 de septiembre de 2016. A su vez, Mosher Delight Records publicó su versión en casete.
Nonstop Feeling se posicionó en el puesto #22 del Billboard Heatseekers.

## Listado de canciones
Todas las canciones escritas y compuestas por Turnstile. 
| N.º | Título          | Duración |  |
| 1.  | «Gravity»       | 3:10     |  |
| 2.  | «Drop»          | 1:36     |  |
| 3.  | «Fazed Out»     | 2:52     |  |
| 4.  | «Can't Deny It» | 2:44     |  |
| 5.  | «Bleach Temple» | 1:54     |  |
| 6.  | «Bad Wave»      | 2:16     |  |
| 7.  | «Blue by You»   | 1:18     |  |
| 8.  | «Out of Rage»   | 3:11     |  |
| 9.  | «Bring it Back» | 2:20     |  |
| 10. | «Addicted»      | 1:13     |  |
| 11. | «Love Lasso»    | 1:48     |  |
| 12. | «Stress»        | 3:12     |  |

## Posicionamiento en listas
| Lista (2015)                                      | Mejor posición |
| ------------------------------------------------- | -------------- |
| Estados Unidos Billboard 200 (Heatseekers Albums) | 22             |

## Créditos
| Banda - Brendan Yates – voces - Franz Lyons – bajo - Brady Ebert – guitarras - Sean Coo – guitarras - Daniel Fang – batería, percusión Músicos adicionales - Greg Cerwonka – guitarras (track 5) - Justice Tripp – coros (track 10) - Adam Mercer – órgano (track 11) | Producción - Brian McTernan – grabación, producción, ingeniero de sonido - Will Beasley – grabación, producción adicional, ingeniero de sonido - Paul Leavitt – masterización - Jillian Yoffe – artwork, layout, coros - Evan Wivell – layout, coros - Matt Caldwell – fotografía - Kate Frese – fotografía - Kencredible – fotografía - Anne Kohler – fotografía - Nic Samayoa – fotografía - Danielle Parsons – fotografía - Todd Pollock – fotografía - Jesus Martinez – fotografía - Justin Gilman – otros |